# Karamehmet, Çorlu
Karamehmet là một xã thuộc huyện Çorlu, tỉnh Tekirdağ, Thổ Nhĩ Kỳ. Dân số thời điểm năm 2011 là 963 người.